# Polifenoli

Polifenolo di origine vegetale: acido tannico formato dall'esterificazione di 10 equivalenti di acido gallico derivato dal fenilpropanoide con un nucleo monosaccaride (glucosio) da un metabolismo primario

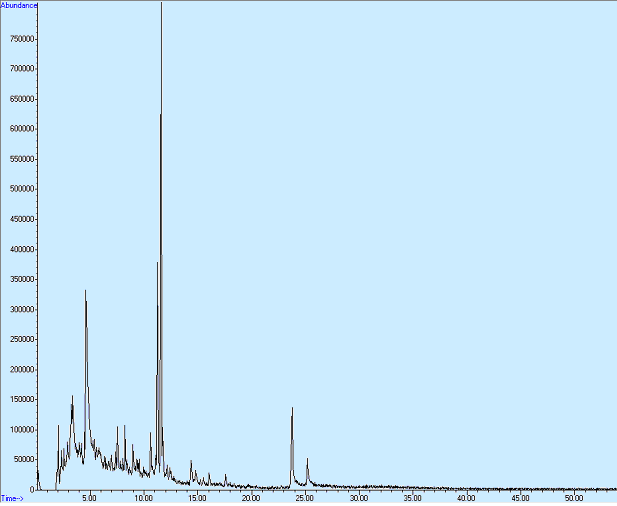
HPLC fase inversa trama di separazione di composti fenolici. I fenoli naturali più piccoli formano picchi individuali mentre i tannini formano una gobba

I polifenoli costituiscono una famiglia di circa 5000 molecole organiche naturali, seminaturali o sintetiche largamente presenti nel regno vegetale. Sono caratterizzati, come indica il nome, dalla presenza di molteplici gruppi fenolici associati in strutture più o meno complesse generalmente di alto peso molecolare. 
Il numero e le caratteristiche di tali strutture fenoliche sottolineano le particolari proprietà fisiche, chimiche, e biologiche (metaboliche, tossiche, terapeutiche, ecc.) di membri particolari della classe dei polifenoli.
Questi composti sono spesso il prodotto del metabolismo secondario delle piante.

## Caratteri
I polifenoli sono antiossidanti naturali presenti nelle piante (molecole polifenoliche tipo flavonoidi noti come procianidine, proantocianidine, leucoantocianidine, piconogenoli, tannini, ecc.) e potrebbero risultare utili nella prevenzione dell'ossidazione delle lipoproteine e nel reagire con i radicali liberi, eliminandoli; sono stati segnalati effetti biomedici positivi a livello cardiovascolare, di malattie legate alla senescenza e alla prevenzione dal cancro.
Un problema associato all'assunzione dei polifenoli con la dieta è la loro bassa biodisponibilità. In particolare, essi sono presenti nei fluidi corporei non in forma nativa, ma sotto forma di metaboliti (solfati, metilati, glucuronati), a seguito di ampia metabolizzazione nell'intestino e nel fegato. Non è ancora chiaro se i metaboliti dei polifenoli abbiano una qualche attività terapeutica; sicuro rimane il fatto che, una volta in forma di metaboliti, essi possono essere facilmente escreti nelle urine. In effetti, gran parte delle proprietà benefiche dei polifenoli sono evidenziate da esperimenti in vitro, su colture cellulari o cavie da laboratorio, nel corso dei quali si somministrano concentrazioni di polifenolo nativo molto superiori a quelle presenti realmente in circolo in vivo dopo assunzione con la dieta. Nel circolo sanguigno si trovano, infatti, concentrazioni di polifenoli non superiori al micromolare, concentrazioni alle quali le loro proprietà biomediche devono essere in parte ridimensionate.
Le differenze tra gli anelli aromatici primari, lo stato di ossidazione e i gruppi funzionali delineano il singolo polifenolo. Essi si possono dividere in 4 classi, che comprendono la maggior parte dei polifenoli presenti negli alimenti: i flavonoidi, i lignani, gli acidi fenolici e gli stilbeni. Esistono altri polifenoli nei cibi e sono compresi in un'altra classe, detta “altri PP”. 

### Flavonoidi
I flavonoidi sono composti da una struttura a tre anelli e possono essere divisi in base alla presenza di un gruppo ossigeno in posizione 4, un doppio legame tra l'atomo di carbonio in posizione 2 e quello in posizione 3, e un gruppo idrossile in posizione 3 dell'anello centrale di carbonio. Questa classe di polifenoli è divisa nelle seguenti sottoclassi: i flavanoli, i flavanoni, i flavan-3-oli, i flavoni, le antocianine e gli isoflavoni. I flavonoli come il canferolo, la quercitina e l’isoramnetina si trovano in tutti gli alimenti e sono in maggiore concentrazione nelle spezie, nei frutti di bosco e nel cacao. I flavanoni si trovano negli agrumi e i maggiori componenti di questa sottoclasse sono la naringenina e l'esperitina. I flavan-3-oli includono l’epicatechina, la gallocatechina, l'epigallocatechina, l'epicatechina gallato, e la procianidina (polimeri).
L'alimento comunemente più associato a questi flavoni è il tè, verde o nero, che ne contiene rispettivamente 176 mg e 171 mg su 8 oz (8x28 grammi, quindi circa 1/1000 in peso). Il tè verde contiene 14 diversi composti fenolici. I polifenoli nella classe delle antocianine consistono nelle antocianidine e nelle antocianine e sono comuni nei cibi dai colori rosso o viola, come le bacche o il vino rosso. Gli isoflavoni hanno una caratteristica particolare, ovvero assomigliano come struttura agli estrogeni, per cui sono classificati come fitoestrogeni; queste molecole si trovano nei prodotti derivati dalla soia, come il tofu, i semi di soia arrostiti e il miso.

### Lignani
Un'altra classe di polifenoli sono i lignani (ad esempio il lariciresinolo: fitormone dotato di proprietà benefiche), caratterizzati dalla loro struttura 1,4-diarilbutano: si trovano a maggiori concentrazioni in alcuni semi, come quelli del lino e del sesamo.

### Acidi fenolici
I principali polifenoli della categoria degli acidi fenolici, invece, sono gli acidi idroxannicinici e si possono trovare in quantità rilevanti nel caffè, nelle noci, nelle prugne e nei mirtilli. 

### Stilbeni
La classe degli stilbeni è nota soprattutto per il resveratrolo, una struttura 1,2 diariletene, che si trova nel vino rosso e che si ritiene abbia proprietà antinfiammatorie. 

### Altri polifenoli
L'ultima classe dei polifenoli consiste nei composti che non si possono classificare in altre classi. Questi ultimi si dividono in 14 sottoclassi e includono composti come il tirosolo e i curcuminoidi; i composti della sottoclasse del tirosolo sono abbondanti nell'olio di oliva e si pensa che contribuiscano agli effetti benefici legati al consumo di questo sulla salute.

## Consumo e utilizzo
Si stima che le popolazioni occidentali ne consumino 1-2 g al giorno, principalmente dalla frutta, dalla verdura e da bevande come tè, caffè, vino e succhi di frutta.
I polifenoli sono metabolizzati dopo l'ingestione, nello stomaco, nell'intestino tenue e crasso e nel fegato.
Una prospettiva futura potrebbe interessare, quindi, la derivatizzazione (in questo caso la protezione dei gruppi idrossilici presenti nella molecola) dei polifenoli nativi, con funzionalità che ne rallentino la metabolizzazione e ne aumentino la biodisponibilità nei fluidi corporei, rendendo così possibile la loro assunzione come integratori o come additivi in cibi di largo consumo.
Molti cibi ricchi di polifenoli sono oggetto di un gran numero di lavorazioni prima di un eventuale consumo; esse hanno come scopo lo stoccaggio, la cottura o la conservazione del cibo. Molti dei trattamenti messi in atto portano ad una sostanziale perdita di polifenoli o a una conversione tra forme fenoliche; spesso sono disponibili solo i dati delle composizioni degli alimenti crudi.
Nella maggior parte dei casi, il contenuto di polifenoli prima e dopo la lavorazione viene determinato da una cromatografia liquida ad alta pressione (HPLC). L'unica eccezione all'uso di questo metodo è quella per la determinazione del contenuto di antocianine, per la quale si adopera il metodo del Ph differenziale, e per il calcolo dei polifenoli totali, per il quale si impiega il metodo Folin-Ciocalteu.
I polifenoli sono metabolizzati in gran parte in tessuti come il colon, l'intestino tenue e il fegato. Sono assorbiti attraverso la barriera dell'intestino. Alcuni di essi, che non sono assorbiti, passano al colon e arrivano ad una biotrasformazione, portata avanti dagli enzimi della microflora. Inoltre, una larga porzione dei polifenoli ingeriti è soggetta a un'idrolisi e degradazione da parte della microflora del colon in semplici composti fenolici. A causa della loro idrosolubilità e dell'alto peso molecolare, le proantocianidine non sono assorbite dalla mucosa. La maggior parte di esse attraversa senza alterazioni l'intestino tenue ed è trasformata dalla microflora in composti come i derivati fenilacetici e fenilpropionici. Per quanto riguarda i non flavonoidi, le elagittanine non sono assorbite, a causa della loro grossa taglia molecolare; esse sono principalmente idrolizzate in acido ellagico, nelle condizioni fisiologiche dell'intestino tenue.
I polifenoli sono presenti in frutta e verdura e, in maggiore quantità, nei tè verde e nero, inoltre nei vini (in misura maggiore nei rossi).
La fenolsulfotransferasi è un enzima ubiquitario, ma particolarmente attivo a livello intestinale, dove probabilmente agisce come detossificatore di fenoli (comprese le monoamine fenoliche) mediante l'aggiunta di un solfato ad un gruppo ossidrilico di un fenolo, utilizzando un donatore di solfato; l'addizione di questo solfato, da un lato riduce la potenza biologica del gruppo ossidrilico del fenolo, dall'altro facilita la loro escrezione.

## Interazione con il latte
Uno studio su organismi animali ha dimostrato che il latte non modifica l'assorbimento dei composti fenolici, né aumenta l'attività antiossidante nel plasma. Inoltre, in uno studio di laboratorio, si è concluso che avvengono solamente perdite di catechine (tè verde) e teaflavine (tè nero), ma le proprietà mutagene restano immutate.
Anche se il latte non modifica la concentrazione totale di polifenoli nel sangue, si è visto che una semplice aggiunta del 10% di latte scremato blocca del tutto l'assorbimento dei polifenoli specifici del tè nero e i benefici sulla funzione cardiovascolare (la catechina EGCG, potente e principale antiossidante del tè verde); esperimenti in vitro hanno mostrato il ruolo delle caseine del latte in questa interazione.

## Struttura chimica e sintesi
| Fenolo | Pirocatecolo | Resorcinolo | Pirogallolo | 2.                      |
| Fenolo | Pirocatecolo | Resorcinolo | Pirogallolo | 1,3,5-triidrossibenzene |